# Onycha, Alabama
Onycha là một thị trấn thuộc quận Covington, tiểu bang Alabama, Hoa Kỳ. Dân số năm 2009 là 209 người, mật độ đạt 102 người/km².